# Российская национальная библиотека
Росси́йская национа́льная библиоте́ка (аббрев. РНБ; до 1917 года — Импера́торская публи́чная библиотека, до 1925 года — Российская публичная библиотека, с 1932 года — имени М. Е. Салтыкова-Щедрина, до 27 марта 1992 года — Государственная публичная библиотека; разг. Публи́чка) — одна из первых публичных библиотек в Восточной Европе, расположена в Санкт-Петербурге. Согласно указу президента РФ, является особо ценным объектом национального наследия и составляет историческое и культурное достояние народов Российской Федерации. Одна из крупнейших библиотек мира, вторая по величине фондов в Российской Федерации.

## История

### Основание и торжественное открытие
Идея организации общедоступной библиотеки в России появилась в начале XVIII века. Ещё в начале царствования Екатерины II, в 1766 году план создания публичной российской библиотеки был предложен ей на рассмотрение, но только за полтора года до своей смерти, 16 (27) мая 1795 год, российская императрица одобрила представленный архитектором Егором Соколовым проект постройки здания Императорской Публичной библиотеки.
Место для библиотеки было определено в самом центре столицы Российской империи, на углу Невского проспекта и Садовой улицы, строительство классицистического здания по проекту архитектора Е. Т. Соколова началось немедленно, но продолжалось около 15 лет.
В основу иностранного фонда Императорской Публичной библиотеки легла коллекция книг и рукописей братьев Залуских — Библиотека Залуских. В 1809 году А. Н. Олениным было составлено первое в России пособие по библиотечной классификации; по его указанию в том же году был произведён подсчёт библиотечного фонда, в котором оказалось 262 640 книг, 12 тысяч рукописей, 24 754 эстампа и только 4 книги на русском языке. На основе доклада Оленина М. М. Сперанским было составлено «Положение об управлении Императорской Публичной библиотекой», утверждённое 14 октября 1810 года императором Александром I — первый российский библиотечный законодательный акт, содержавший пункт об обязательной доставке в библиотеку двух бесплатных экземпляров любой печатной продукции, издаваемой в России. Первый устав Публичной библиотеки, разработанный Олениным был утверждён 23 февраля 1812 года; им был определён штат библиотеки: 7 библиотекарей, 7 помощников, хранитель рукописей и его помощник, 2 писца и 13 сторожей. Планировалось открыть библиотеку в 1812 году, однако из-за войны с Наполеоном самая ценная часть собрания была эвакуирована из Санкт-Петербурга в Олонецкую губернию (189 ящиков находились некоторое время в деревне Устланке), и открытие пришлось перенести на два года. Торжественное открытие Императорской Публичной библиотеки состоялось 2 (14) января 1814 год и было приурочено к первому посещению её императором Александром I.

### 1814—1917 годы

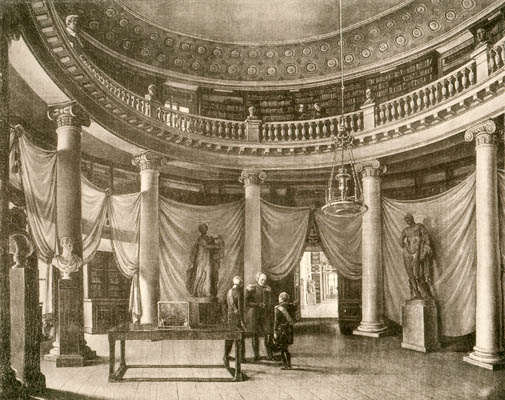
Посещение библиотеки Александром I в 1812 году

В первый год работы в библиотеку записалось 329 читателей, которым была выдана 1341 книга.
В первые тридцать лет работы библиотеки читателям было выдано более 100 тысяч изданий, для размещения растущего фонда построили второй корпус, выходивший фасадом на Екатерининский сад (архитектор К. Росси, 1832—1835). В работе библиотеки участвовали в то время такие деятели культуры, как И. А. Крылов, Н. И. Гнедич, К. Н. Батюшков, А. А. Дельвиг, В. С. Сопиков, А. Х. Востоков, М. Н. Загоскин и другие. Библиотека открыла новую эпоху в истории науки и культуры России, быстро превратилась в центр культурной жизни столицы Российской империи.
Новый уровень развития библиотечного дела был достигнут в 1850-е годы. Читательская аудитория выросла в несколько раз, пополнившись за счёт разночинной публики. Тогда же в библиотеку стали поступать многочисленные книжные дары — за десятилетие в тридцать раз больше, чем за всю первую половину XIX века. Если в первой половине XIX века фонд прибавлялся в среднем не более, чем на пять тысяч томов ежегодно, то в 1850-е годы темпы роста увеличились в пять раз. В 1859 году в стенах библиотеки было составлено В. И. Собольщиковым первое отечественное руководство по библиотечному делу «Об устройстве общественных библиотек и составлении их каталогов». К 1864 году в Публичной библиотеке было собрано примерно 90 % всех изданий на русском языке.
Директорство И. Д. Делянова
Наплыв читателей потребовал создания большого читального зала, для которого был выстроен специальный корпус (архитектор В. И. Собольщиков, 1860—1862 годы), замкнувший периметр двора библиотеки. Читателей ожидали такие новшества, как постоянное дежурство библиотекарей в читальном зале, организация «справочного стола», появление печатных каталогов и путеводителей, информация о новых поступлениях, увеличение часов работы читального зала с 10 часов утра до 9 часов вечера.
В 1862 году в библиотеке было оборудовано газовое освещение. В 1867 году по плану Собольщикова были завершены противопожарные работы: на всех окнах появились металлические ставни, а на чердаке устроен большой резервуар воды, соединявшийся с внутренними помещениями сетью труб и брандспойтов. В целях благоустройства третий этаж был ликвидирован и залы второго сделаны двусветными.
В 1862 году для библиотеки было приобретено первое собрание рукописей Фирковича: 1490 рукописей были приобретены за 125 тысяч рублей, специально выделенных из казначейства; вторая часть собрания была куплена за 50 тысяч рублей в 1876 году. В 1870 году Фиркович продал за 9,5 тысяч рублей коллекцию самарянских рукописей. Приобретена была также в 1864 году коллекция рукописей у Н. В. Ханыкова; в 1868 году — у А. Д. Жабы, в 1874 году — у И. Берчича, в 1880 году — у князя Иоанна Грузинского. В 1871—1876 годах К. П. Кауфман подарил библиотеке три коллекции восточных рукописей. В 1869 году вдова Ф. И. Прянишникова подарила 87 мистических и масонских рукописей XVIII—XIX вв. В это время фонды библиотеки пополнились рукописями Н. М. Карамзина, письмами к В. Ф. Одоевскому, письмами М. И. Глинки, бумагами М. М. Сперанского и др.
Во второй половине XIX века продолжился лавинообразный рост обращений в библиотеку. Количество выданных читательских билетов и посещений выросло за 1860—1913 годы в десять раз. Принцип общедоступности окончательно восторжествовал — были отменены последние сословные преграды, ещё существовавшие в середине XIX века, среди посетителей Публичной библиотеки становилось все больше выходцев из мещанской и крестьянской среды, а также женщин. Появились женщины и среди персонала библиотеки, правда, ещё пока в качестве не штатных сотрудников, а так называемых вольнотрудящихся.
В изменившихся условиях иной становилась и роль библиотеки, которая установила и поддерживала тесные связи с университетами, учеными обществами, ведущими научными центрами и крупнейшими книгохранилищами мира. В Публичной библиотеке работали выдающиеся деятели науки и культуры, формировались научные школы, связанные с изучением книжных и рукописных памятников.
Директорство А. Ф. Бычкова
В 1891 году вместо газового освещения в читальной зале, дежурной комнате и вестибюле появилось электрическое.

Памятная доска В. И. Ленину

Для растущего книжного собрания был построен рядом с существовавшими ещё один библиотечный корпус (архитектор Е. С. Воротилов, 1896—1901 годы). Ещё в 1890 году были одобрены планы по постройке нового здания библиотеки; 1 сентября 1896 года состоялась торжественная закладка, а к началу 1899 года здание было закончено. Осенью 1901 года в новое здание были перемещены книги математического, естественно-исторического и медицинского содержания, а в 1902 году — юридические и философские книги.
В 1896 году начало действовать новое штатное расписание, что позволило приступить к библиографическим работам, прежде всего, к составлению систематического каталога, который был готов и даже напечатан только для собрания Rossica, а отделения русское и историческое его не имели совсем.
В 1883 году из Академии художеств была передана коллекция рукописей и старопечатных книг Т. В. Кибальчича; в 1887 году библиотеке было передано 2949 томов из собрания князя М. А. Голицына, приобретённых Эрмитажем.
К 1 декабря 1913 года число книг на русском языке достигло 1 000 000 экземпляров, а весь фонд библиотеки составил «3 016 635 экземпляров, не считая дублетов, объявлений, каталогов и проч., из них 207 816 рукописей, 2 615 374 книг и брошюр, 193 445 нот, карт, гравюр и проч.». Библиотека стала одним из крупнейших книгохранилищ в мире и располагала самым богатым в России собранием рукописей.

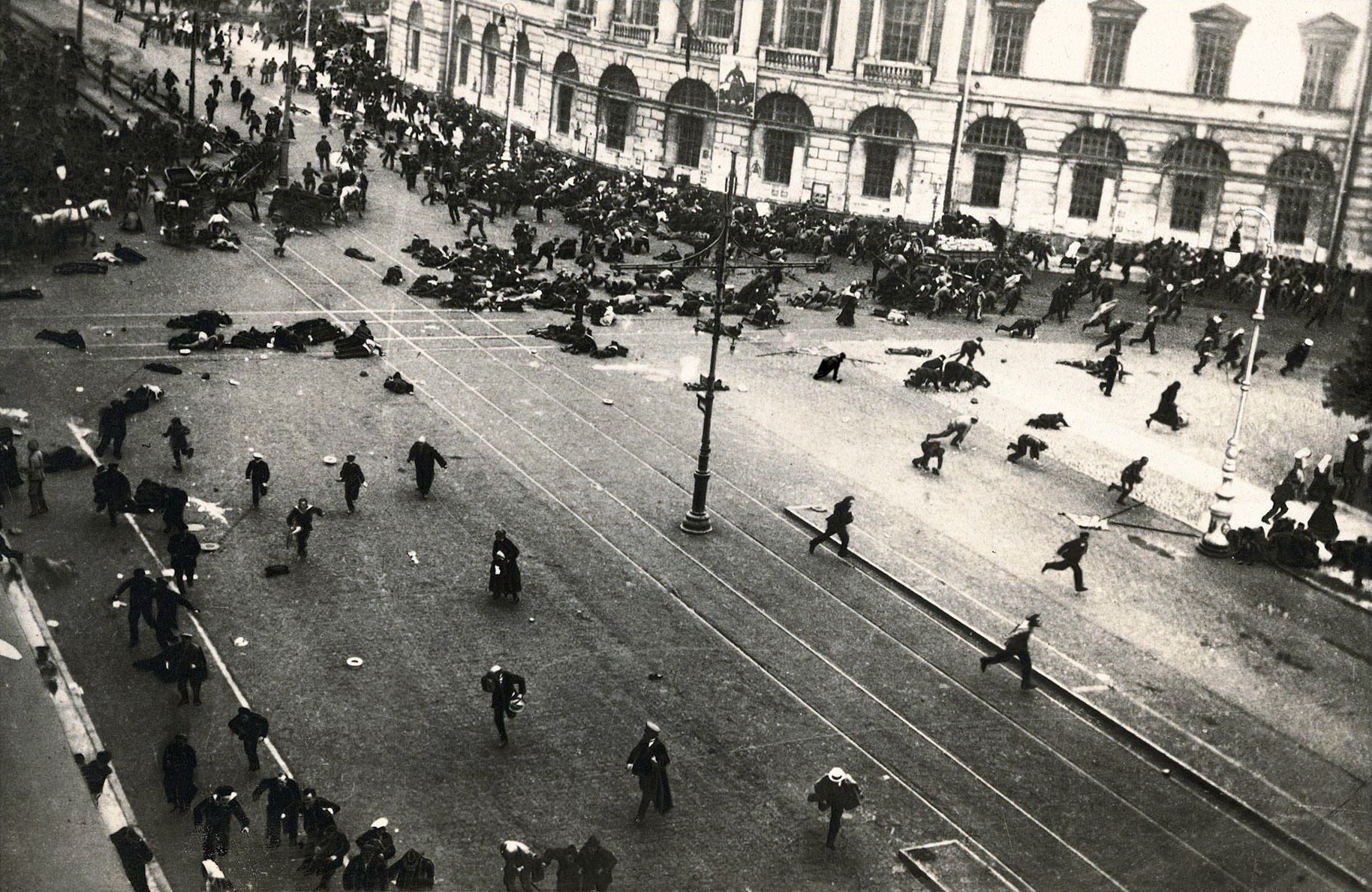
Июльские события у здания библиотеки в 1917 г.

До революции в Библиотеке была штатная должность — таксовод, отвечавший за такс, которых выпускали ночью в помещения Библиотеки для ловли крыс. Как дань традиции, в настоящее время, по аналогии с эрмитажными котами, в Библиотеке существует «кошачий штаб», который на 2020 год состоял из 2 кошек и 5 котов.

### Советский период

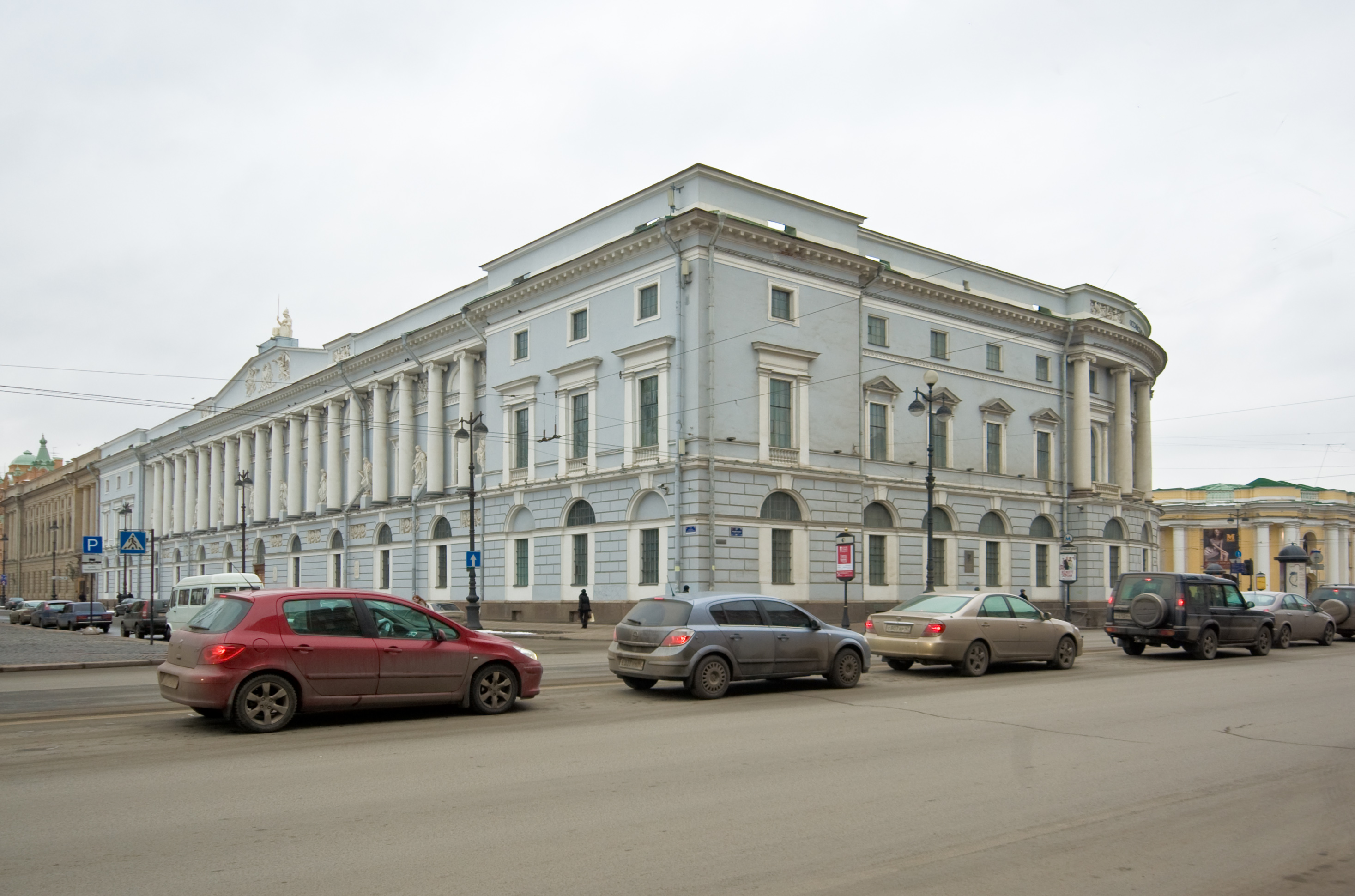
Вид на старое здание (на Невском), март 2008

Революции 1917 года изменили привычный уклад библиотечной жизни, национальное книгохранилище было переименовано в Российскую Публичную библиотеку. Новый устав библиотеки, принятый в апреле 1918 года, декларировал демократизацию управления на принципах коллегиальности и выборность директора, а также подтвердил статус национального книгохранилища, от которого требовалось теперь всемерно содействовать народному образованию, распространению знаний в широких массах малограмотного населения. Далее советская власть стала предъявлять все более жесткие требования к библиотеке как к идеологическому учреждению, призванному выполнять социальный заказ: поддерживать официальный политический курс и пропагандировать господствующую идеологию.
В послереволюционные годы, когда ухудшилось снабжение библиотеки печатной продукцией, основным источником пополнения фондов были книжные коллекции бывших правительственных учреждений и ведомств, монастырей и общественных организаций, а также частные книжные собрания, лишившиеся своих законных хозяев. К концу 1920-х годов возобновилось поступление в библиотеку обязательного экземпляра, а с середины 1930-х годов появилась возможность возобновить и практику покупки необходимых изданий.
С 1925 года библиотека официально именовалась Государственной Публичной библиотекой в Ленинграде, с 1932 года — Государственной Публичной библиотекой имени М. Е. Салтыкова-Щедрина.
В 1930-е годы в библиотеке усилиями Л. И. Олавской и других энтузиастов были созданы функциональные отделы, отвечающие за комплектование, обработку, каталоги, хранение фондов и обслуживание читателей, библиографические услуги. Читальные залы были разделены на научные, предназначенные для лиц с высшим образованием, и общие, а также по отраслевому принципу — на залы социально-экономической литературы, художественной литературы и искусства; естественных наук и медицины; физико-математических и технических наук. Тогда же быстро рос специальный фонд, куда попадала литература, запрещенная по разным причинам к свободному обращению: только за 1935—1938 годы фонд отдела специального хранения пополнили 49 000 экземпляров изданий из общих фондов. В 1939 году в связи со 125-летием со дня открытия награждена орденом Трудового Красного Знамени.
Директор М. М. Добраницкий и многие сотрудники библиотеки были репрессированы в 1930-е годы, аресты продолжались и в блокадном городе (всего репрессированы 164 человека, из них 35 расстреляны; погибли в блокаду 167 человек; погибли в боях в войну 8 человек).

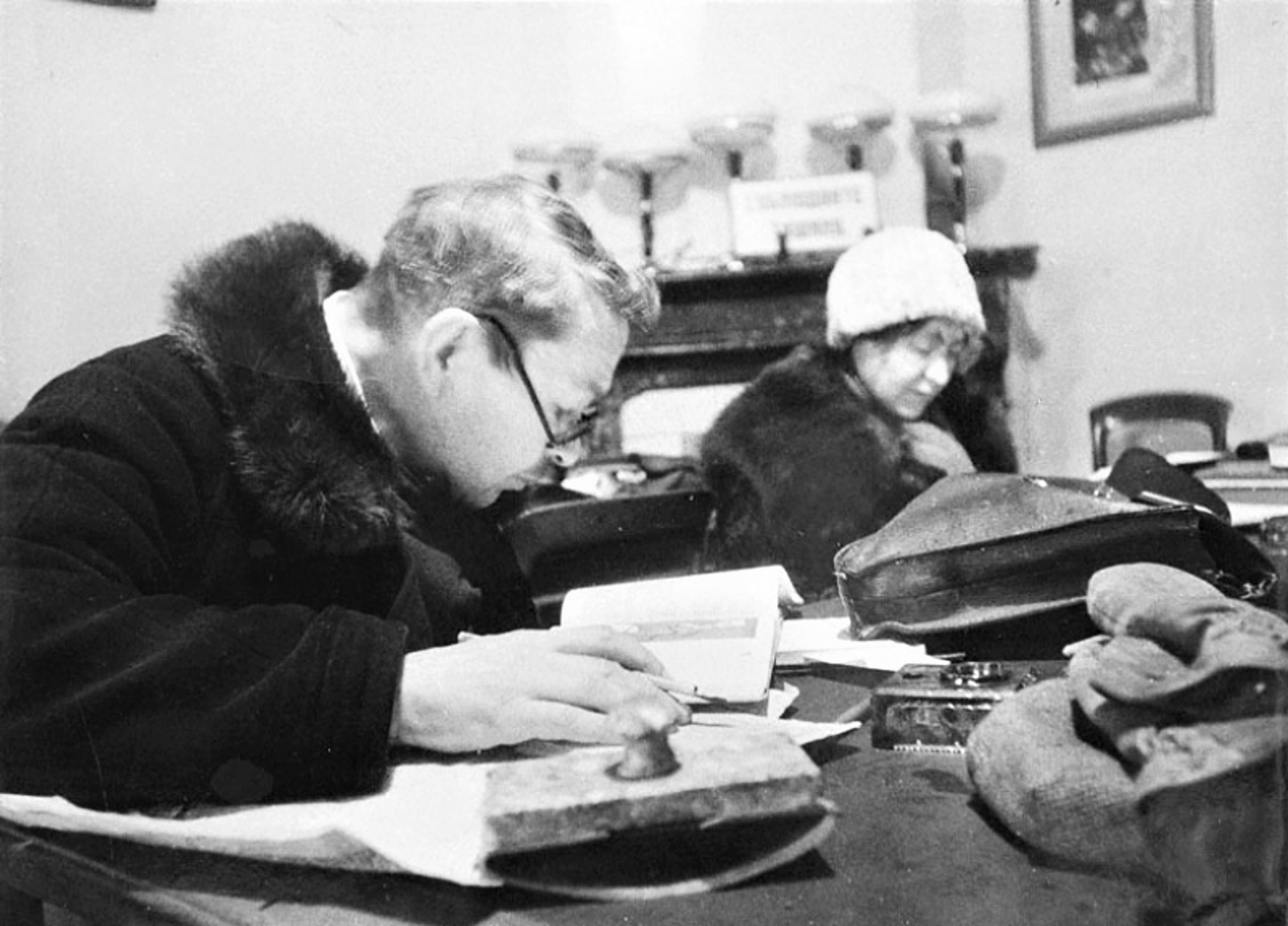
Блокадный Ленинград. Посетители читального зала библиотеки. Фото С. Струнникова. 1942

Огромный урон библиотека понесла во время Великой Отечественной войны 1941—1945 годов и 900-дневной блокады Ленинграда. Число оставшихся в библиотеке работников сократилось по сравнению с довоенным временем в четыре раза и составило около 200 человек. Наиболее ценные коллекции и фонды были эвакуированы, но тем не менее библиотека не прекращала обслуживания читателей. За годы войны в библиотеке побывали 42 500 читателей, которым было выдано почти 1 500 000 печатных изданий.
Послевоенное положение библиотеки было очень тяжелым — не хватало денег, людей, помещений. В то же время, в первые послевоенные годы были отпущены средства на капитальный ремонт зданий и восполнение лакун, были значительно увеличены штаты и повышены ставки сотрудникам. Уже в 1948 года количество читателей достигло довоенного уровня и составило 74 000 человек, библиотека была приравнена по статусу к научным учреждениям, создан Учёный совет библиотеки, возобновили работу Высшие библиотечные курсы при ГПБ и аспирантура, существовавшая по 1954 год.
В 1949 году библиотеке было передано здание бывшего Екатерининского института благородных девиц на набережной реки Фонтанки (дом 36; архитектор Д. Кваренги, 1804—1806 годы) Благодаря новому зданию, превышавшему по площади комплекс читальных залов Главного здания, количество посещений Библиотеки и выданных читателям книг выросли вскоре в полтора раза.
По мере развития сети массовых библиотек в Ленинграде стала возрастать роль библиотеки как центра по оказанию этим библиотекам практической, методической и консультационной помощи, а также была налажена кооперация ленинградских библиотек. В 1955 году библиотека стала оказывать систематическую помощь библиотекам не только Ленинградской, но также Псковской, Великолукской, Новгородской и Архангельской областей, далее в сферу оказания методической помощи были включены также библиотеки Прибалтики и всего Северо-Западного региона страны, включая Вологодскую, Мурманскую, Калининградскую области и Карельскую АССР.
В 1960-е годы наблюдался неуклонный рост объёма новых поступлений, в фонды библиотеки ежегодно поступало до 600 000 новых изданий (на 100 000—150 000 более, чем в 1950-е годы), суммарная величина фондов приблизилась к концу десятилетия к 18 000 000 единиц хранения. Динамичное развитие библиотечного обслуживания стало сдерживаться трудностями размещения фондов. К концу 1960-х годов эта проблема встала настолько остро, что грозила парализовать всю деятельность национального книгохранилища. Для решения вопроса о предоставлении библиотеке нового здания потребовалась невероятная настойчивость администрации библиотеки, и только в 1985 году, после многочисленных отсрочек и согласований, удалось добиться принятия решения о начале строительства нового здания.
В 1972 году проблему отсутствия свободных площадей усугубило закрытие всех читальных залов в здании на набережной реки Фонтанки, которое было признано аварийным. Ремонт здания начался лишь через несколько лет и продолжался до конца 1980-х годов. Фонды библиотеки были рассредоточены тем временем по временным хранилищам, которые располагались в различных районах города и, как правило, были малопригодны для постоянного хранения печатной продукции.
В середине 1980-х годов в библиотеку поступало более 1 000 000 экземпляров документов в год (в том числе 70 % поступлений по обязательному экземпляру), посещаемость составила почти 1 300 000 человек ежегодно, книговыдача — около 10 000 000 единиц хранения. Для условий, в которых работала в те годы библиотека, это были очень хорошие результаты, однако далее показатели стали снижаться. За вторую половину 1980-х годов объём новых поступлений сократился вдвое. В 1990 году были зафиксированы самые низкие показатели: немногим более 1 000 000 посещений и книговыдача чуть менее 9 400 000 единиц хранения.

### Новейшее время

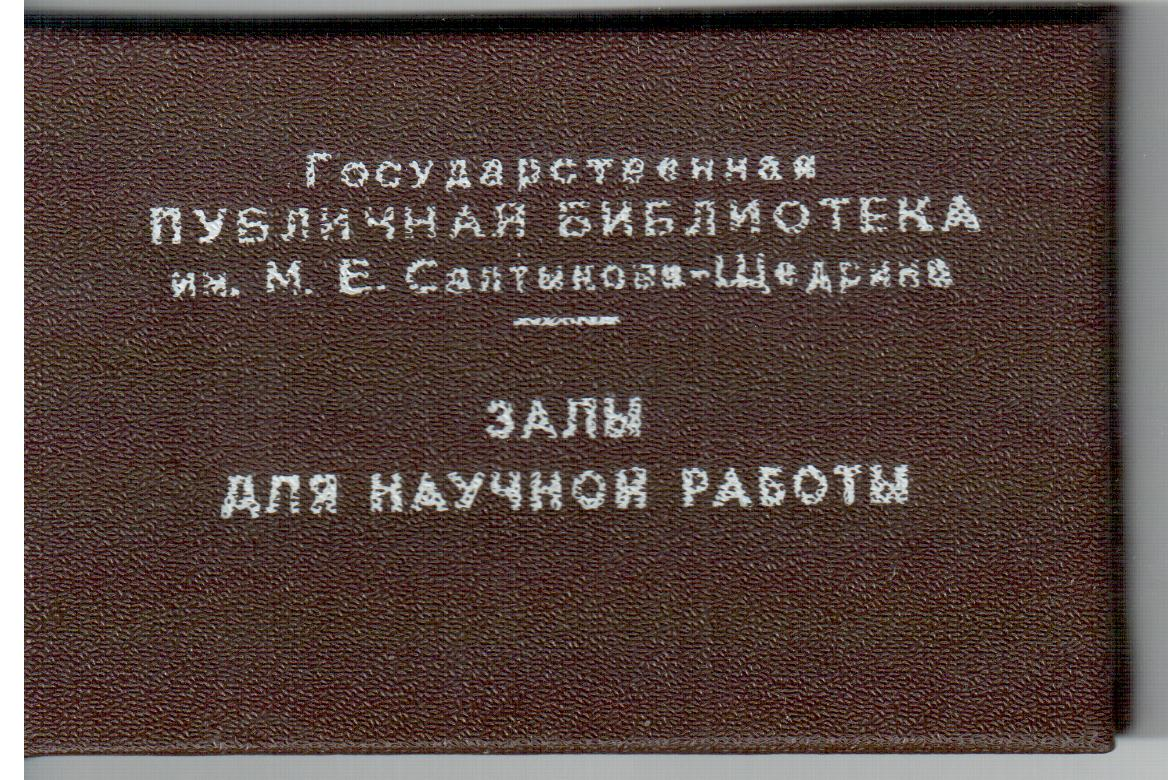
Читательский билет (1991 г.)

Политический и экономический кризис в стране, обострившийся на рубеже 1980-х и 1990-х годов, отрицательно сказался на всей деятельности библиотеки, но особенно ощутимо — на комплектовании фондов. В 1992 году объём новых поступлений почти вдвое сократился по сравнению с 1986 годом, нарушилось поступление обязательного экземпляра. Со временем система формирования фондов библиотеки была существенно перестроена: привлечены дополнительные источники комплектования, установлены прямые связи с негосударственными издательствами и альтернативными книготорговыми организациями. В результате уже в 1994 году удалось добиться первых позитивных сдвигов в динамике поступления литературы. В середине 1990-х годов основные показатели превзошли уровень 1986 года: 1 380 000 посещений и 12 220 000 выданных изданий, тогда же началось поступление в библиотеку электронных документов на съемных носителях.
В годы существования СССР библиотека утвердилась в статусе национальной библиотеки РСФСР. В марте 1992 года на основании указа Президента Российской Федерации Б. Н. Ельцина Государственная Публичная библиотека имени М. Е. Салтыкова-Щедрина была преобразована в Российскую национальную библиотеку и отнесена к особо ценным объектам национального наследия, составляющим историческое и культурное достояние народов Российской Федерации. В 1994 году Федеральный закон «О библиотечном деле» определил равный статус двух крупнейших библиотек России — Российской национальной в Петербурге и Российской государственной в Москве. В 1995 году Указом Президента Российской Федерации день основания Публичной библиотеки, 27 мая, был объявлен Общероссийским Днем библиотек — всероссийским профессиональным праздником библиотечных работников.

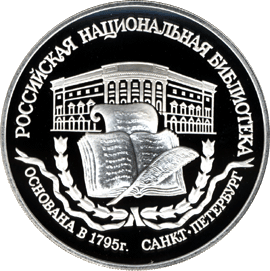
200-летие основания первой Российской национальной библиотеки — серебряная памятная монета Банка России, 1995 год

Начало нового этапа в жизни библиотеки было связано с возведением и пуском в эксплуатацию Нового здания РНБ на Московском проспекте (дом 165, корпус 2). Поэтапный ввод в строй Нового здания библиотеки явился одним из крупнейших событий в отечественной культуре и позволил создать нормальные условия для хранения фондов и дальнейшего развития библиотеки. В своем выступлении на торжественном открытии 2 апреля 2003 г. президент В. В. Путин сказал: «Сегодняшнее событие важно не только для Санкт-Петербурга, но и для всей России. Национальная библиотека, которая была создана по повелению Екатерины Великой, — это уникальное учреждение, которое, по существу, является „вторым университетом“ для многих поколений российской интеллигенции».
В 2003 году в библиотеке был введен единый читательский билет, и таким образом отменены последние возрастные и образовательные ограничения на посещение читальных залов всеми категориями читателей, обеспечена полная доступность к информационным ресурсам библиотеки. В 2006 году в Новом здании библиотеки открылся Зал электронной библиотеки, а в Главном здании был открыт после завершения ремонта общедоступный Универсальный читальный зал, заменивший собой прежние отраслевые научные читальные залы.
В области информационных технологий библиотека выступила одним из инициаторов и организаторов создания первой корпоративной библиотечной системы в России ЛИБНЕТ, совместно с коллегами из других библиотек были разработаны стандарты библиографического описания в национальном коммуникативном формате RUSMARC, был создан электронный каталог библиотеки, реализованы другие инновационные проекты, поднявшие обслуживание на качественно новый уровень. Так, в 2011 г. РНБ была подключена к сети электронных библиотек Vivaldi, дающей возможность Интернет-пользователям удаленно работать с материалами различных библиотек, ВУЗов и издательств. Также в РНБ созданы Информационно-сервисный центр, Центр правовой информации, Центр доступа к электронным ресурсам, Служба электронной доставки документов.
В РНБ находится штаб-квартира Российской библиотечной ассоциации, регулярно происходят встречи представителей библиотечного сообщества России и стран СНГ. В РНБ ежегодно проводятся научные конференции и другие мероприятия национального и международного масштаба, РНБ участвует в работе таких международных библиотечных объединений, как IFLA (Международная федерация библиотечных ассоциаций и учреждений), LIBER (Лига европейских научных библиотек), CERL (Консорциум европейских научных библиотек), СENL (Конференция директоров европейских национальных библиотек), Bibliotheca Baltica, Библиотечная Ассамблея Евразии и других.
Рассматривался вопрос об объединении РНБ и РГБ, в результате чего было принято решение объединение не производить из-за протестов петербуржцев.
В 2019 году генеральный директор РНБ А. Вершинин предложил вернуть на главный фасад здания, обращённый к Невскому проспекту, историческую надпись «Императорская Публичная библиотека».
Осенью 2019 года начался переезд из главного здания на Садовой улице в новое здание на Московском проспекте. В первую очередь в него будут вовлечены отделы комплектования и каталогизации, всего — около 300 человек, в том числе более 230 библиотекарей.

## Директора библиотеки
| Даты                                       | Директор                                     | Директор |
| ------------------------------------------ | -------------------------------------------- | -------- |
| 1797—1800                                  | Шуазёль-Гуфье, Огюст де (1752—1817)          |          |
| 1800—27 сентября (9 октября) 1811          | Строганов, Александр Сергеевич (1733—1811)   |          |
| 1811—17 (29) апреля 1843                   | Оленин, Алексей Николаевич (1763—1843)       |          |
| 24 апреля (6 мая) 1843—9 (21) октября 1849 | Бутурлин, Дмитрий Петрович (1790—1849)       |          |
| 1849—1861                                  | Корф, Модест Андреевич (1800—1876)           |          |
| 6 (18) декабря 1861—16 (28) марта 1882     | Делянов, Иван Давыдович (1818—1897)          |          |
| 1882—2 (14) апреля 1899                    | Бычков, Афанасий Фёдорович (1818—1899)       |          |
| 12 (24) июля 1899—6 (19) апреля 1902       | Шильдер, Николай Карлович (1842—1902)        |          |
| 1902—31 января 1918                        | Кобеко, Дмитрий Фомич (1837—1918)            |          |
| 1918—1924                                  | Радлов, Эрнест Леопольдович (1854—1928)      |          |
| 1924—3 марта 1930                          | Марр, Николай Яковлевич (1864—1934)          |          |
| 1 ноября 1930—1936                         | Добраницкий, Мечислав Михайлович (1882—1937) |          |
| 16 марта 1936—1941                         | Вольпер, Александр Христофорович (1894—1970) |          |
| 17 июля 1941 — 1 марта 1946                | Егоренкова, Елена Филипповна (1907—1966)     |          |
| 1 марта — 11 сентября 1946                 | Усов, Александр Васильевич (1903—1958)       |          |
| 11 сентября 1946—1947                      | Фирсов, Георгий Гаврилович (1902—1990)       |          |
| 14 мая 1947 — 1 марта 1950                 | Раков, Лев Львович (1904—1970)               |          |
| 19 мая 1950 — 7 февраля 1952               | Андреев, Василий Андреевич (1906—1974)       |          |
| 3 апреля 1952 — 9 ноября 1970              | Барашенков, Виктор Михайлович (1905—1983)    |          |
| 1970—1985                                  | Шилов, Леонид Александрович (1928—2006)      |          |
| 1985 — 27 октября 2010                     | Зайцев, Владимир Николаевич (1938—2010)      |          |
| 20 января 2011—19 января 2016              | Лихоманов, Антон Владимирович (род. 1964)    |          |
| 4 марта 2016 — 27 августа 2018             | Вислый, Александр Иванович (род. 1958)       |          |
| 27 августа 2018 — 21 января 2021           | Вершинин, Александр Павлович (род. 1957)     |          |
| 21 января 2021 — 13 декабря 2023           | Гронский, Владимир Геннадьевич (1952—2023)   |          |
| 18 марта 2024 — настоящее время            | Цыпкин, Денис Олегович (род. 1970)           |          |

## Филиалы

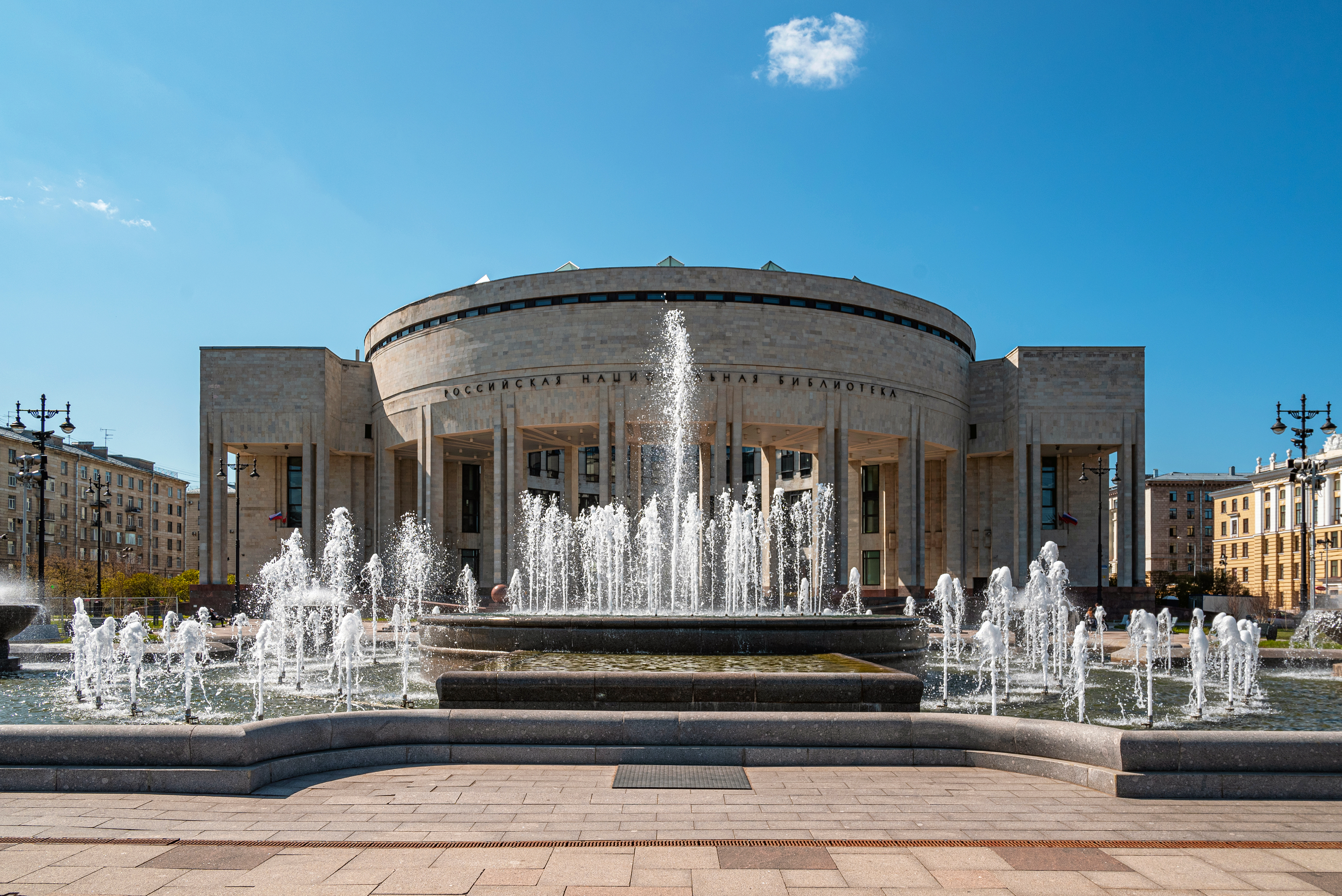
Здание на Московском проспекте

Кроме Главного здания на углу Невского и Садовой библиотека имеет несколько филиалов:
- Новое здание на Московском проспекте, открывшееся в 1998 году, было построено по проекту петербургского архитектора В. Н. Щербина. В оформлении большого читального зала Российской национальной библиотеки использованы мозаичные «метопы» «Познание». Авторы эскизов — С. Н. Репин, В. В. Сухов, И. Г. Уралов, Н. П. Фомин.
- Здание бывшего Екатерининского Института благородных девиц на набережной реки Фонтанки.
- Здание на Литейном проспекте.
- Дом Крылова на Садовой улице, дом 20
- Дом Плеханова[41] на 4-й Красноармейской улице
- пл. Островского, д. 1/3 — Центр правовой информации Российской национальной библиотеки

## Фонды
Российская национальная библиотека — одна из самых больших библиотек в мире. В ней собрана самая большая коллекция книг на русском языке. В конце 1940 — начале 1941 года был проведён учёт фондов Публичной библиотеки им. М. Е. Салтыкова-Щедрина. Подсчёт показал, что фонды библиотеки содержали 8 869 000 единиц книг, комплектов газет и журналов, что ставило её на второе место в мире.
По состоянию на 1 января 2012 года объём фондов РНБ составил 36 500 000 экземпляров, из них российских изданий — около 30 000 000 экземпляров (в том числе более 28 000 000 на русском языке), и свыше 6 000 000 экземпляров иностранной литературы. Ежегодно в библиотеку поступает более 400 000 новых документов, в том числе более 80 % — на русском языке.
Библиотеку посещают в год около 1 000 000 человек, на web-сайте библиотеки ежегодно регистрируется до 5 000 000 обращений. Выдача книг в читальных залах превышает 7 000 000 в год, справочные службы библиотеки выдают в год до 400 000 справок, в том числе половину из них в автоматизированном режиме.
В фондах библиотеки хранятся уникальные издания и 400 000 рукописей, в том числе старейшие рукописные книги Остромирово Евангелие (1056—1057 годы) — одна из древнейших среди дошедших до наших дней книг на русском языке; фрагменты Синайского кодекса (IV век); «Пурпурное Евангелие императрицы Феодоры» IX века; «Ленинградский кодекс» 1010 года — древнейший полный датированный список Библии; «Изборник» (1076 год), Лаврентьевская летопись (1377 год), начинающаяся с «Повести временных лет», ценнейшие западноевропейские и восточные манускрипты, другие редкие издания.
В Российской национальной библиотеке также хранится коллекция из 7000 экземпляров инкунабул (книг, изданных до 1501 года), одна из крупнейших в мире. Начало собранию инкунабул было положено созданием знаменитой библиотеки Залуских, вывезенной из Варшавы в конце XVIII века. В дальнейшем коллекция многократно пополнялась — как путём приобретения частных библиотек (например, библиотеки графа Петра Корниловича Сухтелена в 1836 году), так и отдельными покупками, в том числе и на международных аукционах.
Из 40 млн единиц хранения в РНБ оцифровано 800 тыс.

### Рукописи Алишера Навои
В фондах библиотеки хранятся 29 списков сочинений Алишера Навои, 14 из них относятся к XV—XVI вв. Первая рукопись Навои была приобретена библиотекой в 1817 г. в составе собрания горного инженера, начальника Колывано-Воскресенских заводов в Барнауле Петра Козмича Фролова. Часть рукописей оказалась в библиотеке в 1828 как трофей русско-персидской войны, который привезли из Ардебиля. В 1829 в распоряжении библиотеки оказалось ещё две рукописи Навои, в том числе и «Ранний диван». Их передали в составе дипломатического дара, названного «ценой крови Грибоедова». В 1859 г. три списка Дивана Навои поступили в составе собрания Дмитрия Ивановича Долгорукова. Ещё три списка сочинений Навои и два чагатайско-персидских словаря к его произведениям было куплено библиотекой в составе собрание востоковеда-ираниста и дипломата Николая Владимирович Ханыкова в 1864 году. В 1879 г. у некого Алиева были куплены две лицевые рукописи XVI в., одна из них — иллюстрированный Диван Навои. Все манускрипты нашли отражение в печатных каталогах и отчетах Императорской Публичной библиотеки.

#### Книга-альбом
В 2016 году в результате контакта с российскими коллегами Всемирное общество по изучению, сохранению и популяризации культурного наследия Узбекистана при участии председателя попечительского совета Бахтиера Фазылова, председателя научного совета Эдварда Ртвеладзе, а также председателя правления Всемирного общества и руководителя проекта «Культурное наследие Узбекистана» Фирдавса Абдухаликова приняло решение о подготовке и публикации книги-альбома из серии «Культурное наследие Узбекистана в собраниях мира», посвященное рукописям Алишера Навои, хранящимся в Российской национальной библиотеке. Авторами статей для книги-альбома «Произведения Алишера Навои в шедеврах книжного искусства XV—XVI веков (Из собрания Российской национальной библиотеки, Санкт-Петербург, Россия)» стали Фирдавс Абдухаликов, Низамиддин Махмудов, Эргаш Очилов, а также куратор секции восточных фондов Библиотеки Ольга Васильева. Кроме того был подготовлен документальный фильм, посвященный рукописям Навои из фондов Библиотеки.

### Библиотека Вольтера
Библиотека Вольтера насчитывает 6 814 томов и является национальным достоянием. Она была куплена в 1778 году Екатериной II у племянницы и наследницы Вольтера Дени. В 1779 году на специальном корабле библиотеку доставили в Санкт-Петербург. Первоначально она была размещена в Эрмитаже. При Николае I доступ к ней был закрыт. В 1861 году по распоряжению Александра II библиотека Вольтера была переведена в Императорскую публичную библиотеку.

### Кражи из Библиотеки[45]
- Фактический основатель Библиотеки М. И. Антоновский, которому принадлежит и первая система классификации, обнаружил, что кражи совершают французские специалисты, служившие в Библиотеке при Шуазёле-Гуфье.
- В XIX веке кражи совершал Алоизий Пихлер[нем.] (российский тайный агент, перед которым была поставлена задача препятствовать влиянию Римско-католической церкви), в доме которого было обнаружено более 200 краденых экземпляров[46].
- Сохранились сведения о том, что кражи совершал правительственный комиссар А. Г. Пресс.
- Дело Дмитрия Якубовского (декабрь 1994 года), когда были похищены древние рукописи на сумму почти 140 млн долларов.

Ценнейшие рукописи РНБ
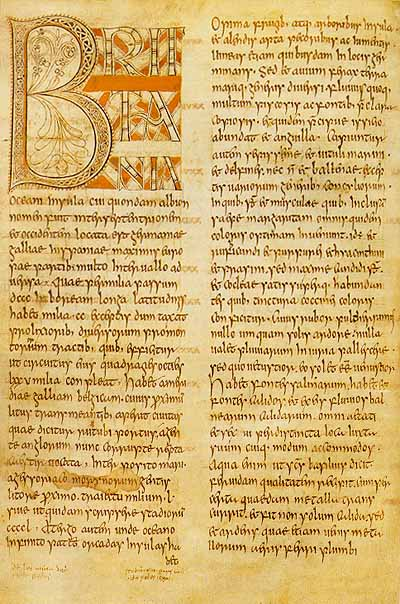
Петербургская рукопись Бе́ды (746)
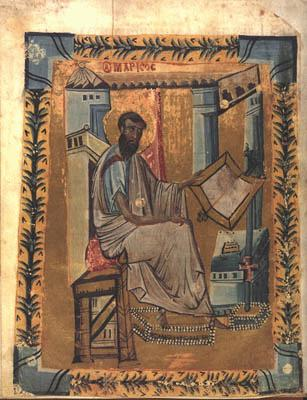
Трапезундское евангелие (X век)
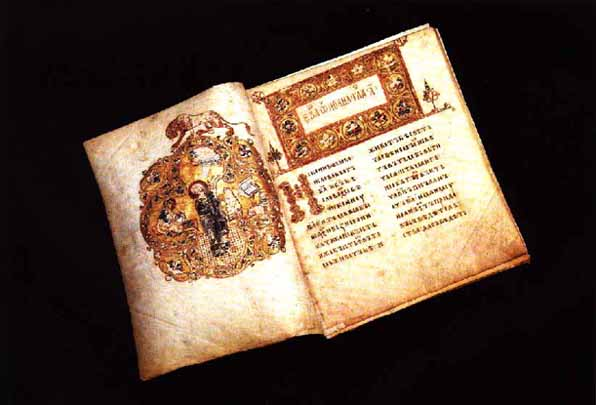
Остромирово Евангелие (1056)
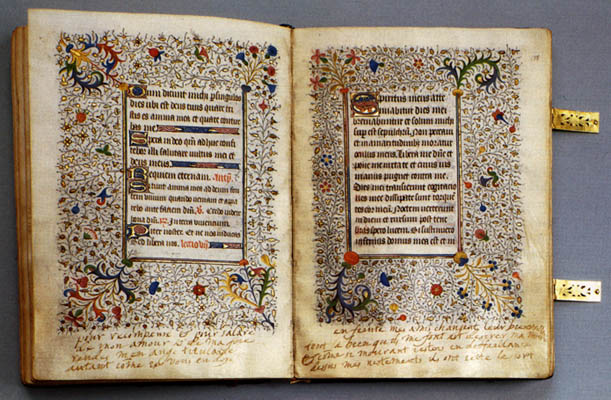
Требник Марии Стюарт (1490-е)
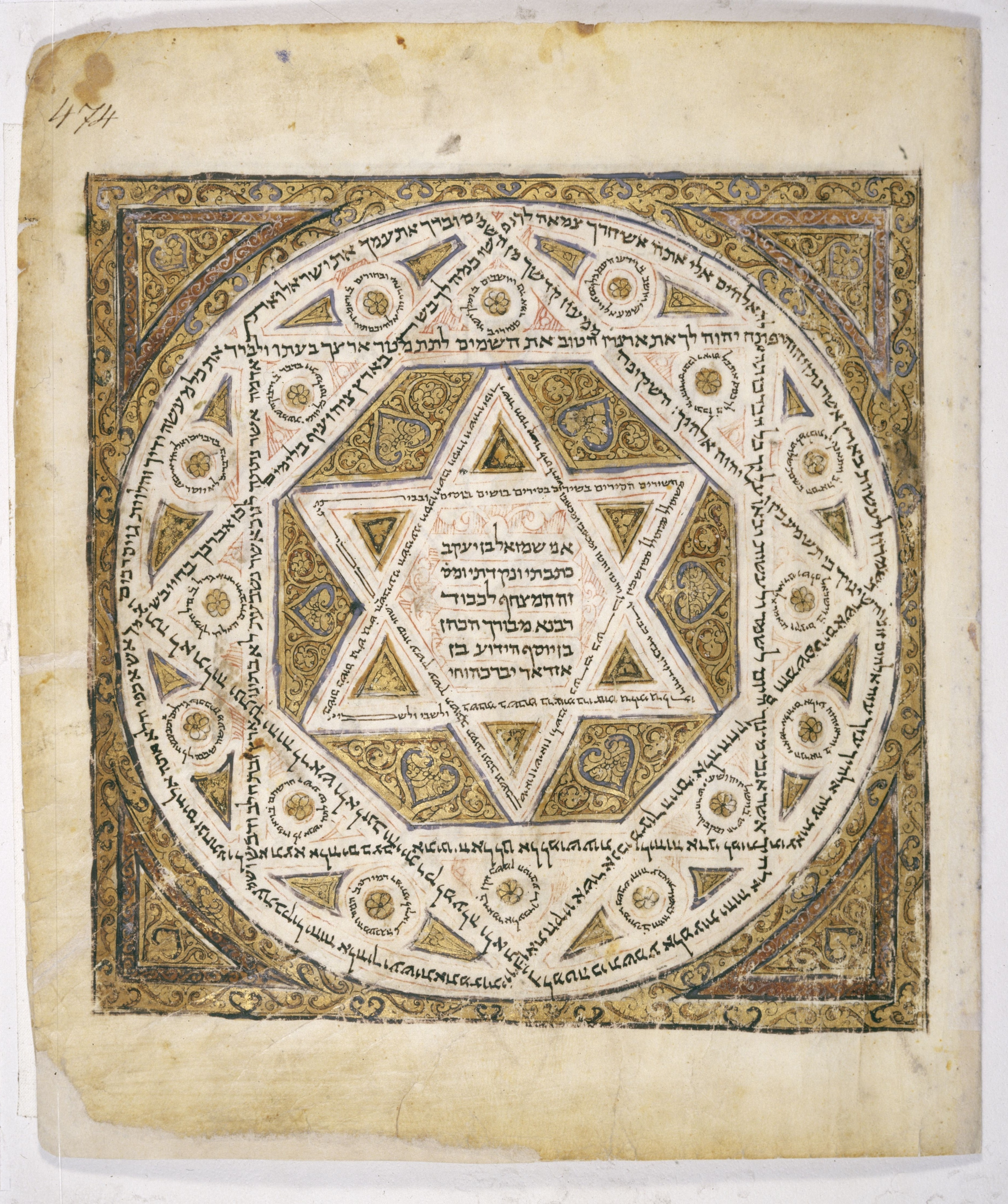
Ленинградский кодекс (предп. 1010)
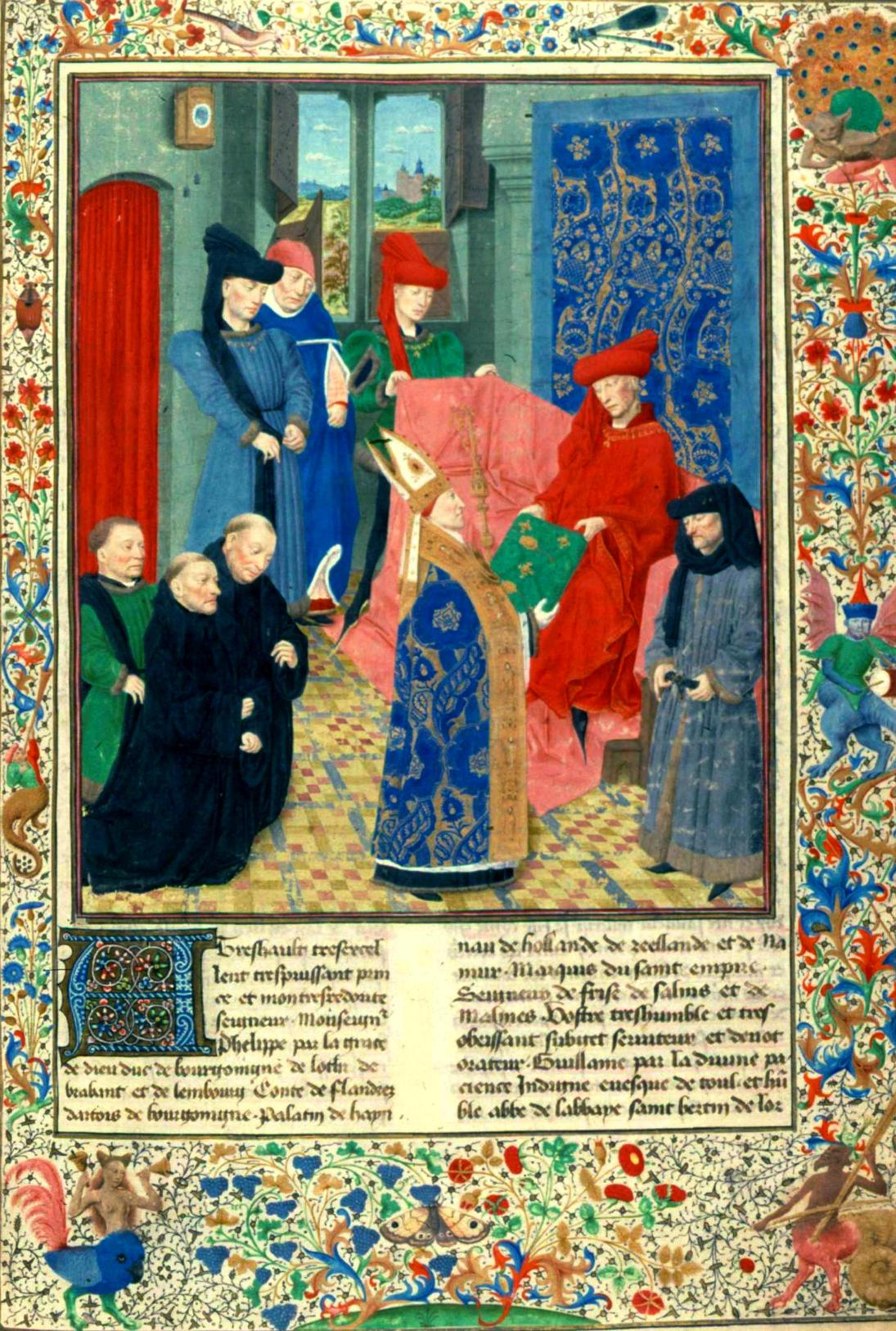
Большие французские хроники Симона Мармиона (предп. 1450)
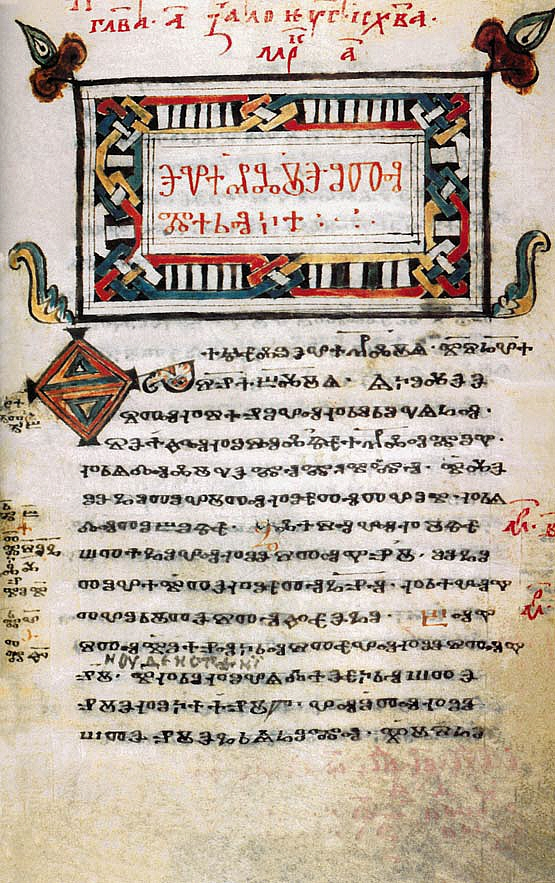
Зографское евангелие (предп. 1000)

## Скандалы
В марте 2022 года, в рамках празднования Дня работника культуры, сотрудники Российской национальной библиотеки (РНБ) разместили поздравительный плакат с портретом литературоведа и культуролога Юрия Лотмана. Однако плакат был сорван начальником службы безопасности библиотеки, который ошибочно принял изображение Лотмана за портрет американского писателя Марка Твена. Согласно утверждению Михаила Золотоносова, этот случай иллюстрирует подходы РНБ к выявлению «шпионов, диверсантов и диссидентов как среди сотрудников, так и среди читателей».
После того как ошибка была обнаружена, руководство библиотеки приняло решение запретить использование плаката, сославшись на политическую активность Михаила Лотмана, сына Юрия Лотмана, который является эстонским политиком и критически высказывался в адрес президента Российской Федерации Владимира Путина. Сотрудники, ответственные за создание плаката, были лишены премий. Директор РНБ В. Г. Гронский отказался комментировать этот инцидент для прессы.
В мае 2022 года из РНБ был уволен ведущий библиограф Никита Елисеев. Официальной причиной увольнения стало нарушение Кодекса этики библиотеки и причинение «имиджевого ущерба» учреждению. По данным журналистов, поводом для обвинений стал протест Елисеева против проведения в библиотеке шумного концерта, который мешал работе читателей. Это увольнение вызвало широкий общественный резонанс: более 80 деятелей культуры, включая Александра Сокурова, Вениамина Смехова, Ирину Прохорову, Дмитрия Быкова и Галину Юзефович, подписали открытое письмо с требованием восстановить Елисеева на работе.